# 英威腾
英威腾，是位於中国深圳一家一新能源为核心的技术开发研究单位，主要是和外国厂商合作进行新技术的开发，2009年英威腾研发出电动大巴驱动系统。2014年8月，英威腾与欣旺达联合开发新型电动车。